# Dấu hỏi (dấu thanh chữ quốc ngữ)

Dấu hỏi trong hệ ngôn ngữ La Mã

Dấu hỏi trong tiếng Việt là một dấu thanh nằm ở trên một số nguyên âm. Khi viết ở trên nguyên âm thì đọc nguyên âm đó với giọng xuống rồi lên.
Nó viết gần giống với dấu chấm hỏi nhưng ngắn hơn và không có chấm nhỏ ở dưới. Ngoài ra, dấu chấm hỏi thuộc về các dấu chấm câu và chỉ được đặt ở cuối những câu hỏi.